# Maya Hayes
Maya Alexandria Hayes (* 26. März 1992 in New York City, New York) ist eine US-amerikanische Fußballspielerin.

## Karriere

### Verein
Während ihres Studiums an der Pennsylvania State University spielte Hayes von 2010 bis 2013 für die dortige Universitätsmannschaft der Penn State Nittany Lions und lief parallel dazu in den Jahren 2011 und 2012 für die W-League-Franchises New Jersey Rangers und New Jersey Wildcats auf. Im Januar 2014 wurde sie beim College-Draft der NWSL in der ersten Runde an Position sechs vom Sky Blue FC unter Vertrag genommen und debütierte dort am 12. April 2014 gegen den FC Kansas City. Ihren ersten Treffer in der NWSL erzielte Hayes am 15. Juni desselben Jahres gegen die Chicago Red Stars.

### Nationalmannschaft
Hayes spielte von 2008 bis 2012 für die U-20-Nationalmannschaft der Vereinigten Staaten und nahm mit dieser an den U-20-Weltmeisterschaften 2010 und 2012 teil. Während die USA 2010 bereits im Viertelfinale dem späteren Finalisten Nigeria unterlagen, erreichte man zwei Jahre später das Finale gegen die deutsche Auswahl, das mit 1:0 gewonnen wurde. Insgesamt absolvierte Hayes in diesem Zeitraum 42 Spiele für die U-20 der Vereinigten Staaten, mehr als jede andere Spielerin in diesem Zeitraum. Hayes kam im März 2014 im Rahmen des Sechs-Nationen-Turniers in La Manga zu drei Einsätzen in der US-amerikanischen U-23-Auswahl.

## Erfolge
- 2012: Gewinn der U-20-Weltmeisterschaft